# خلنجيات
الخلنجيات (الاسم العلمي:Ericales) هي رتبة من النباتات من طائفة ثنائيات الفلقة.

## التصنيف
هذه الفصائل هي نموذجية للتصنيفات الجديدة. تلك التي تحمل علامة النجمة معترف بها في نظام APG III.
- الفصيلة الأكتنيدية* (فاكهة الكيوي)
- الفصيلة البلسمية* (البلسم أو المجزاعة)البلسم البستاني
- الفصيلة لثاتيات* (لثاة)
- الفصيلة السيريلية
- الفصيلة كأسية خماسية الأوراق*
- الفصيلة الإبنوسية* (الأبنوس والكاكا)

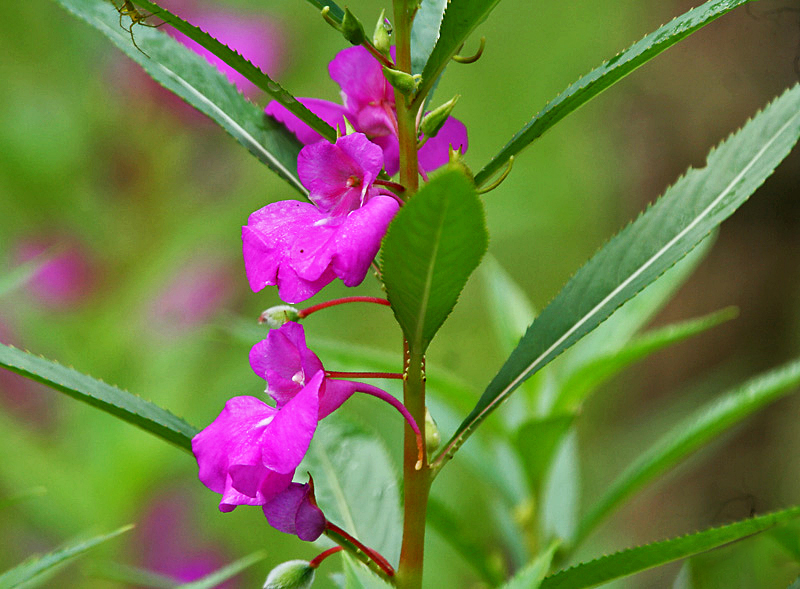
البلسم البستاني

- الفصيلة الخلنجية* (الخلنج والردندرة والعنبية)
  - الخلنجاوات
    - الخلنج
- الفصيلة أوكوتيلةceae* (ocotillo)
- الفصيلة اللوسيتية* (الجوز البرازيلي)
- الفصيلة Maesaceae → الفصيلة الربيعية
- الفصيلة Marcgraviaceae*
- الفصيلة Mitrastemonaceae*
- الفصيلة المرسينية (بخور مريم والأناغالس الحقلي) → الفصيلة الربيعية
- الفصيلة Pellicieraceae → Tetrameristaceae
- الفصيلة Pentaphylacaceae*
- الفصيلة البولامونيونية* (القبس)
- الفصيلة الربيعية* (زهرة الربيع وجرس الثلج) زهرة الربيع الوردية
- الفصيلة دباقةceae*
- الفصيلة السبوتية* (السابوديلا)

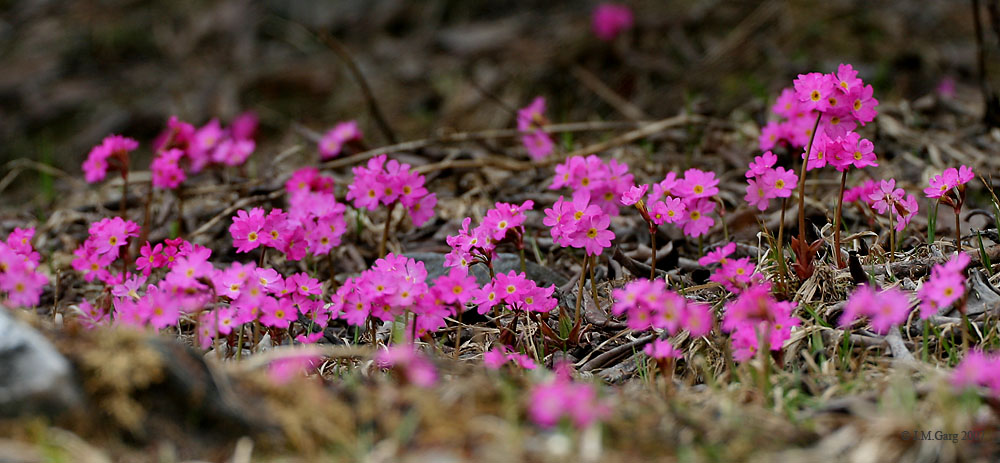
زهرة الربيع الوردية

- الفصيلة السراسينية* عشبة الأباريق الأميركية)
- الفصيلة Sladeniaceae*
- الفصيلة الإصطركية* (الهاليزية)
- الفصيلة لطريات* (sapphireberry)
- الفصيلة Ternstroemiaceae → Pentaphylacaceae
- الفصيلة Tetrameristaceae*
- فصيلة الشاي* (الشاي والكاميليا)
- الفصيلة ثواجيات → الفصيلة الربيعية